# Enregistrement Mail eXchanger
Un enregistrement Mail eXchanger (MX) est un type d'enregistrements du Domain Name System qui associe un nom de domaine à un serveur de messagerie électronique associé à son numéro de préférence. 
Ces enregistrements permettent de déterminer vers quel serveur un courrier électronique doit être acheminé lorsque le protocole Simple Mail Transfer Protocol est utilisé. Autrement dit, les enregistrements MX permettent d'associer la partie à droite de l'arobase des adresses électroniques au serveur qui sert de boîte aux lettres. 
Le serveur d'envoi va consulter le DNS pour obtenir la liste des enregistrements MX associés au domaine de destination, et tenter de contacter le serveur dont la priorité est la plus forte (c'est-à-dire celui dont le numéro de préférence est le plus petit), et s'il n'y arrive pas, tenter de contacter le second, et ainsi de suite.
Remarque : Le serveur d'envoi détermine de manière autonome la durée d'attente maximum à partir de laquelle le MX de priorité forte sera considéré comme indisponible provoquant ainsi la sollicitation du prochain MX de priorité voisine. 
Exemple d'entrées MX pour un domaine fictif example.org :
```
example.org.       MX      50 secondaire.example.org.
                   MX      10 principal.example.org.
```

Pour envoyer un courriel à un destinataire du domaine example.org, le serveur d'envoi devra d'abord essayer de le livrer au serveur SMTP de la machine principal.example.org, puis s'il n'arrive pas à la contacter à celui de secondaire.example.org.  Le serveur secondaire peut par exemple être hébergé par une autre entité ce qui permet de continuer à accueillir les mail y compris en cas de coupure du premier site.

Les enregistrements MX peuvent aussi être utilisés pour réaliser un partage de charge approximatif entre plusieurs serveurs de messagerie.  Pour cela on utilise plusieurs enregistrements MX de même priorité.
```
example.org.       MX      10 serveur1.example.org.
                   MX      10 serveur2.example.org.
                   MX      10 serveur3.example.org.
```